# Cuvieronius
A Cuvieronius az emlősök (Mammalia) osztályának ormányosok (Proboscidea) rendjébe, ezen belül a Gomphotheriidae családjába tartozó fosszilis nem.

## Neve
Ez az ormányosnem a nevét Georges Cuvier, francia zoológus, geológus és az összehasonlító anatómia megalapítójának tiszteletére kapta.

## Előfordulása
A Cuvieronius a Gomphotheriidae család egyik kizárólag amerikai elterjedésű neme. A kezdetleges Cuvieronius-fajok Észak-Amerika és Mexikó területein jelentek meg, körülbelül 5,3-5,2 millió évvel ezelőtt a kora pliocén korszakban. Aztán amikor Észak- és Dél-Amerika összeért és létrejött a Panama-földszoros a későbbi fajok, a nagy amerikai faunacsere alatt a rokon Notiomastodonnal együtt délre költöztek. Ez a két gomphotheriida-nem élt a legdélebben az ormányosok között; maradványaikat Dél-Chilében is megtalálták; talán még 11 600-11 400 évvel ezelőtt is létezhettek.

## Megjelenése
Az állat a modern elefántfélékre (Elephantidae) hasonlíthatott; marmagassága körülbelül 2,3 méter és testtömege 3,5 tonna volt. Agyara kissé csavarodott és görbült volt.

## Rendszerezés
A nembe az alábbi 4 faj tartozik:
- Cuvieronius hyodon (Fischer, 1814) - típusfaj; korábbi neve: Mastotherium hyodon Fischer, 1814
- Cuvieronius oligobunis (Cope, 1893)
- Cuvieronius priestleyi Hay & Cook, 1930
- Cuvieronius tropicus (Cope, 1884)

Az alábbi két taxon manapság szinonimának számít:
- Cuvieronius arellanoi Ochoterena & Silva-Bárcenas, 1970
- Cuvieronius tarijensis Ficcarelli et al., 1995

## Képek

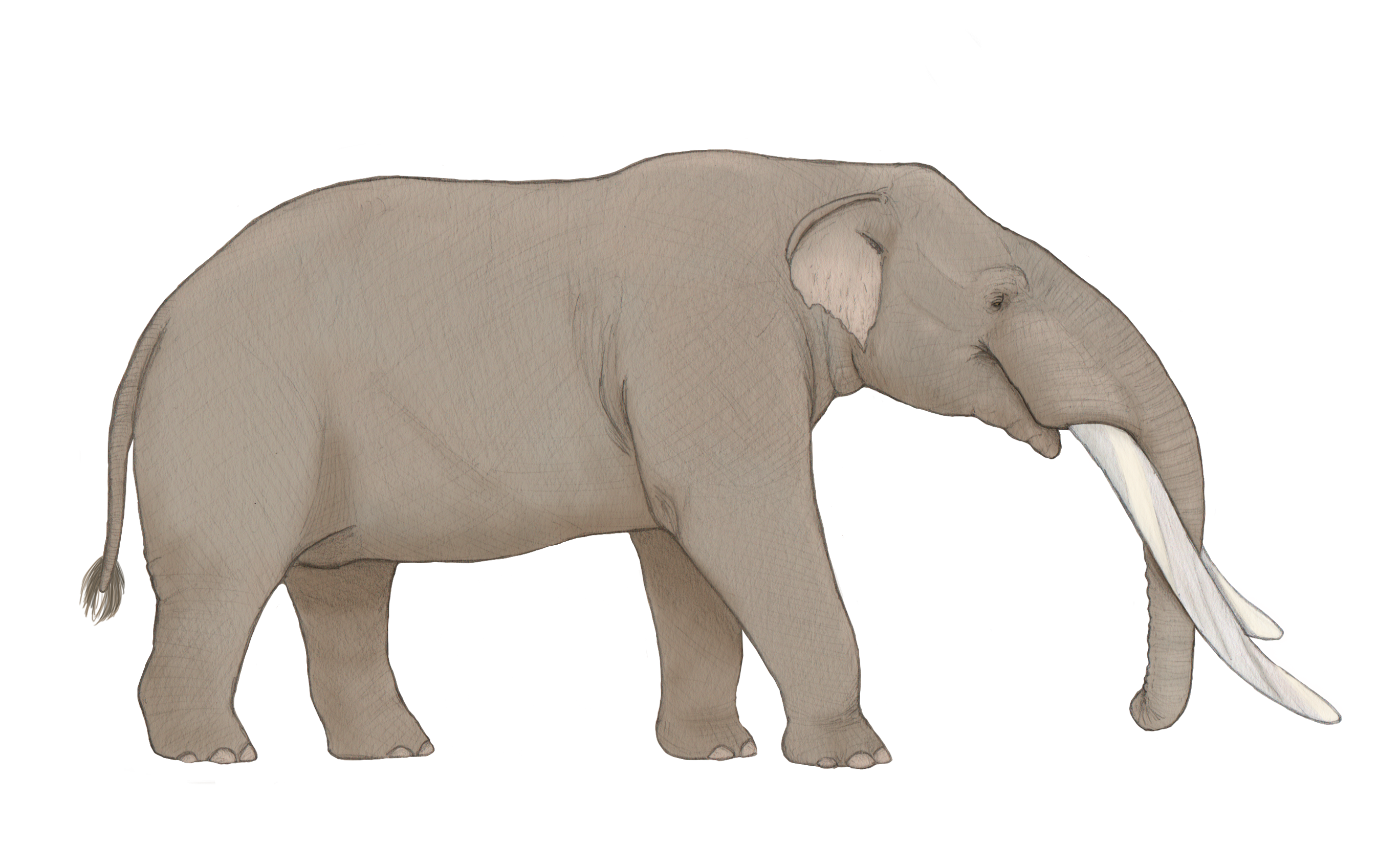
Az állat
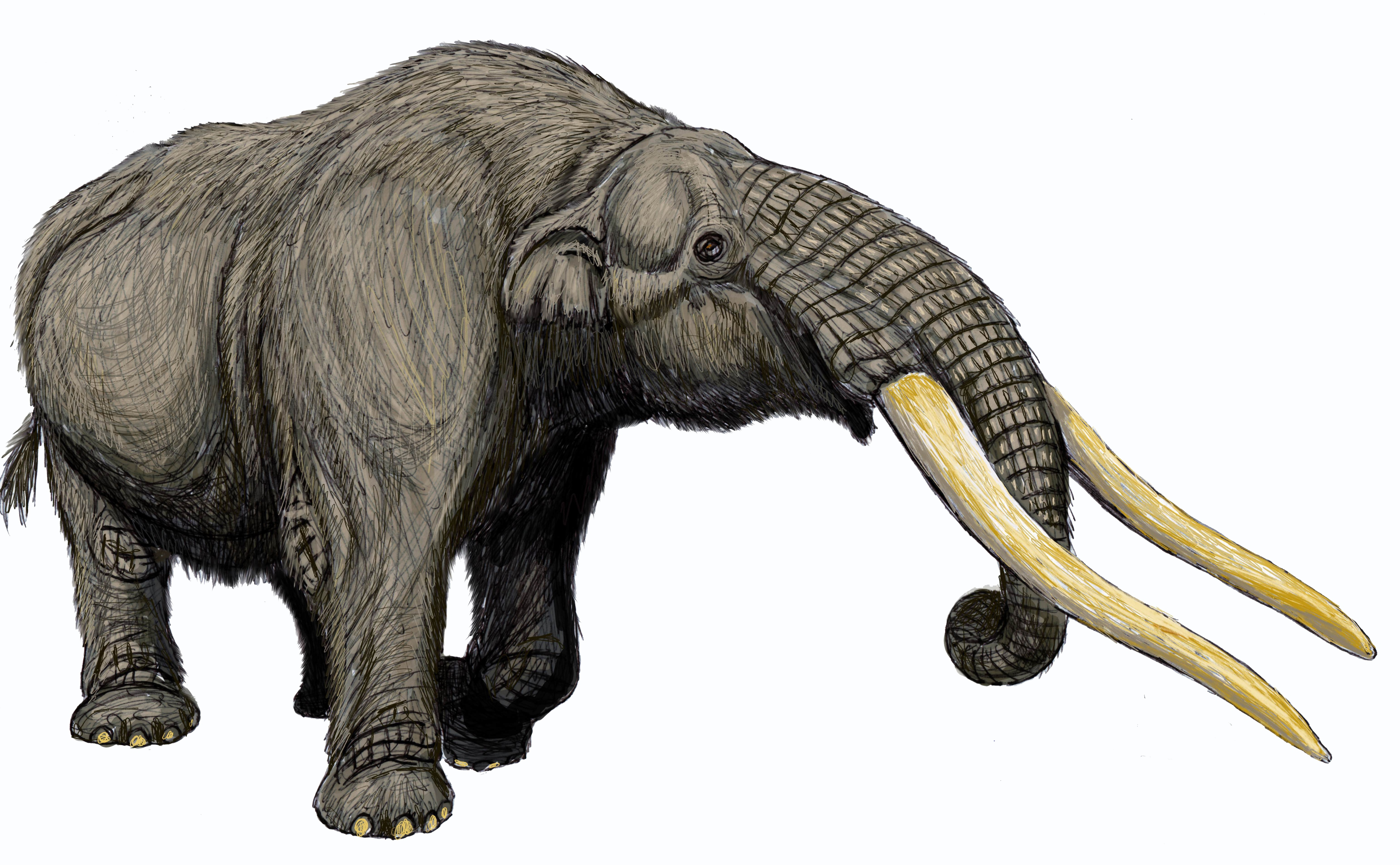
rekonstrukciói
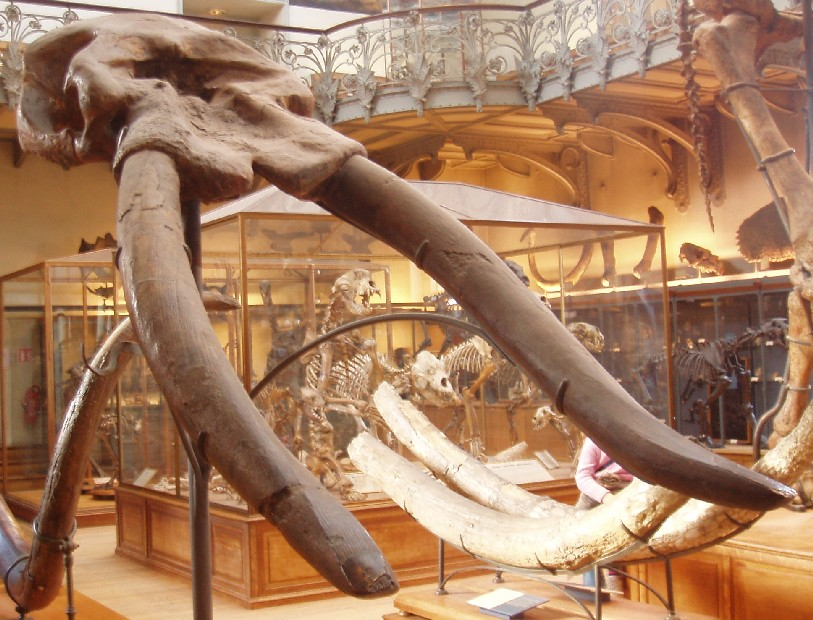
és
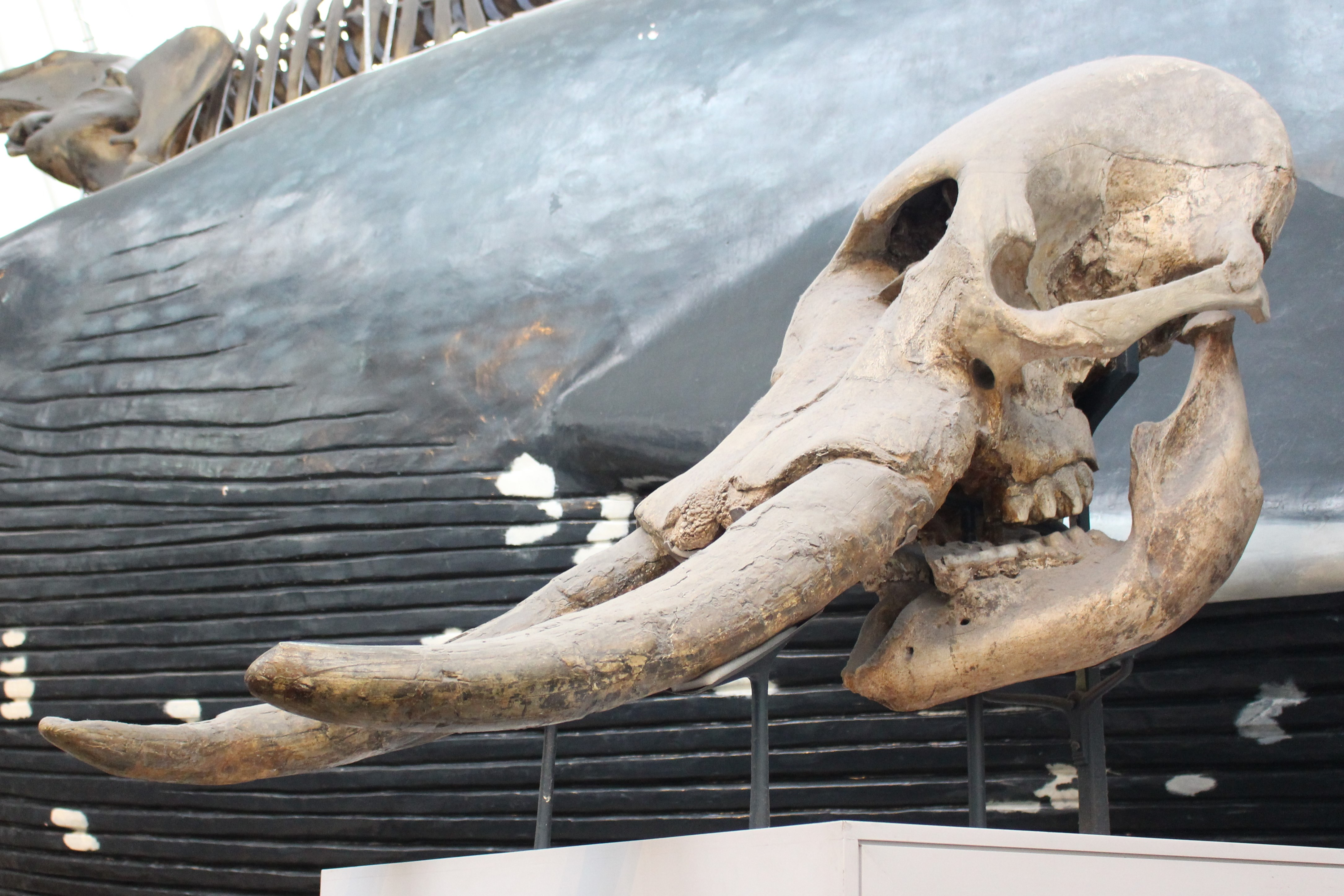
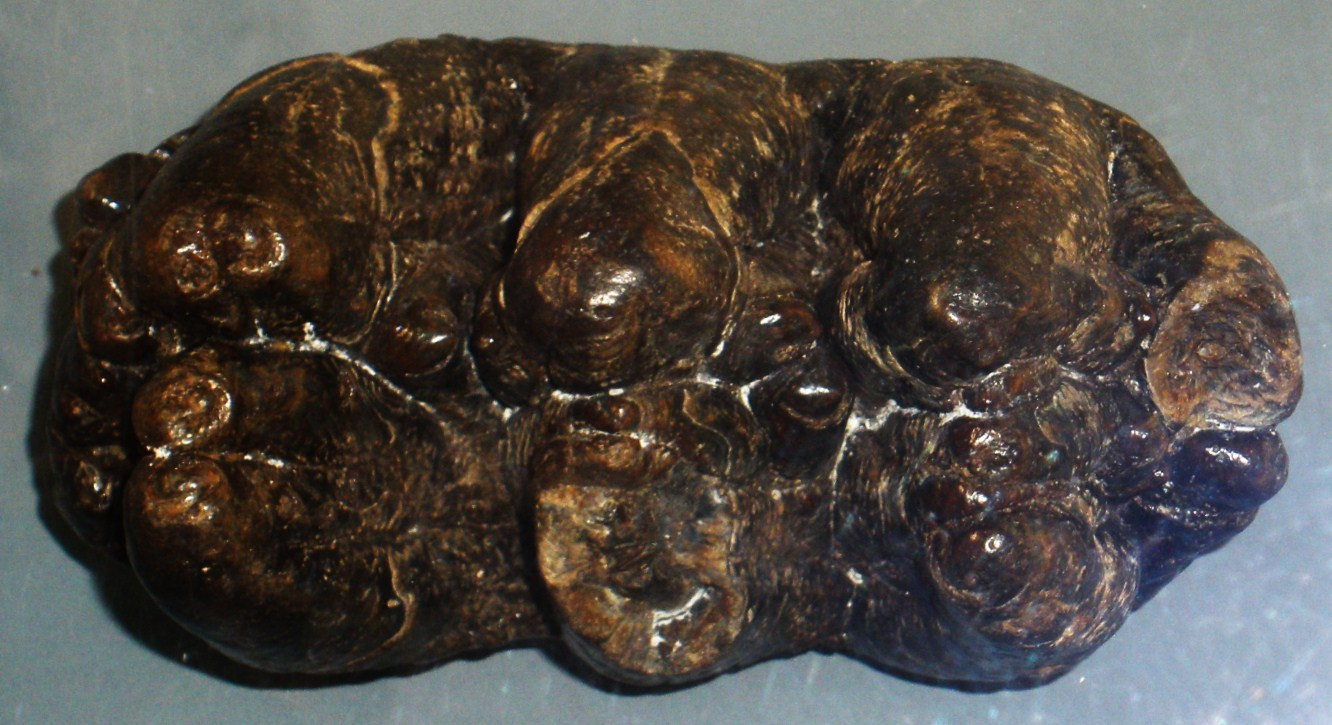
maradványai

### Fordítás
- Ez a szócikk részben vagy egészben  a   Cuvieronius című angol Wikipédia-szócikk ezen változatának fordításán alapul.  Az eredeti cikk szerkesztőit annak laptörténete sorolja fel. Ez a jelzés csupán a megfogalmazás eredetét és a szerzői jogokat jelzi, nem szolgál a cikkben szereplő információk forrásmegjelöléseként.